# Seyssel (Ain)
Seyssel è un comune francese di 968 abitanti situato nel dipartimento dell'Ain, della regione dell'Alvernia-Rodano-Alpi.

## Società

### Evoluzione demografica
Abitanti censiti